# سوني اندرسون;
سوني اندرسون; (21 أبريل 1898 - 8 مارس 1981) هو لاعب كرة قدم سويدي في مركز الهجوم. شارك مع منتخب السويد لكرة القدم. أما مع النوادي، فقد لعب مع نادي يورغوردينس.

## روابط خارجية
- سوني اندرسون; على موقع قاعدة بيانات كرة القدم.إي يو (الإنجليزية)
- سوني اندرسون; على موقع Eurohockey.com (الإنجليزية)